# Coequosa australasiae
Coequosa australasiae là một loài bướm đêm thuộc họ Sphingidae. Loài này có ở New South Wales, Bắc Úc, Queensland và Victoria.
Sải cánh khoảng 120 mm. Cánh trước màu nâu tối và sáng.
Ấu trùng ăn các loài của Eucalyptus. 

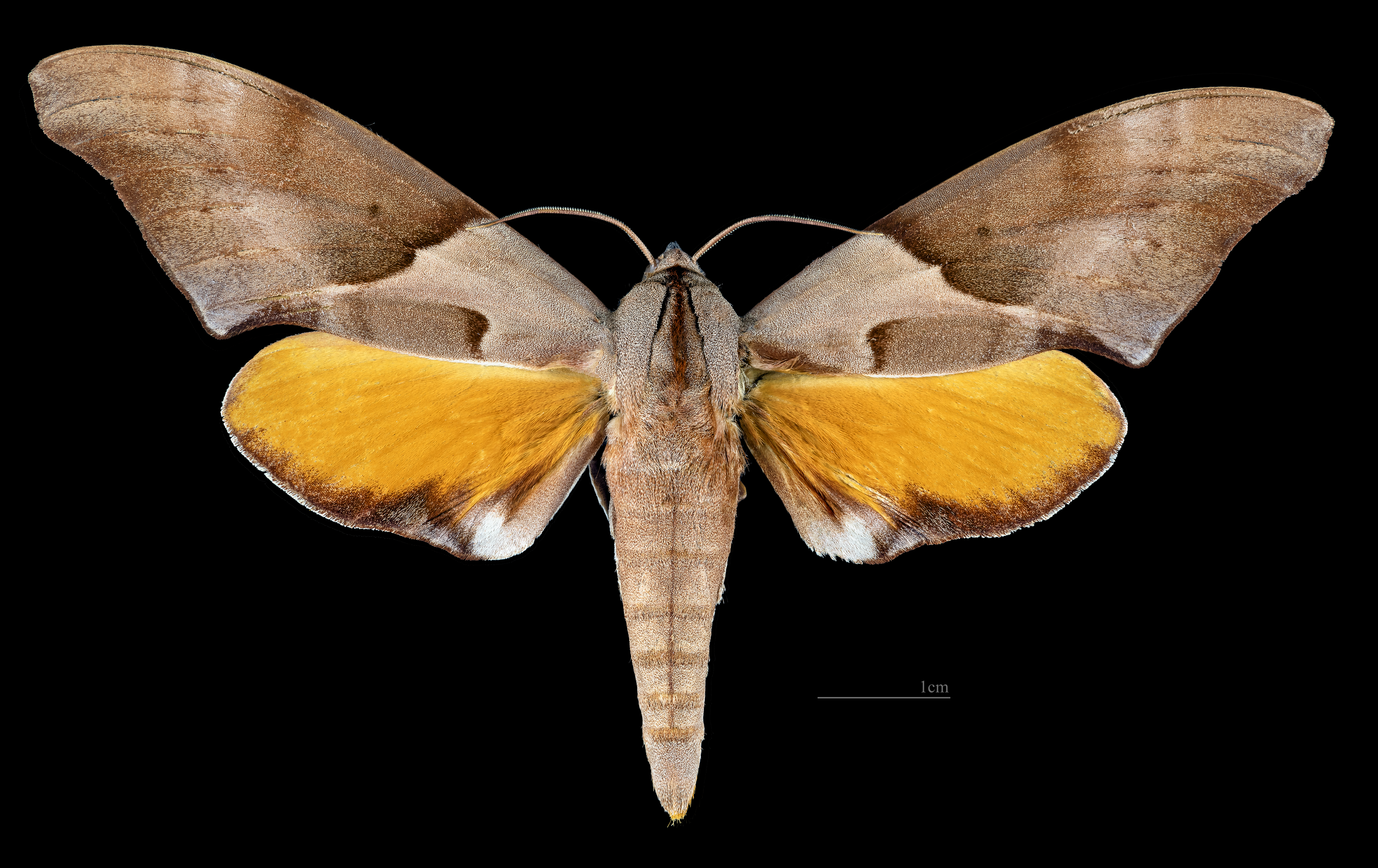
Male dorsal
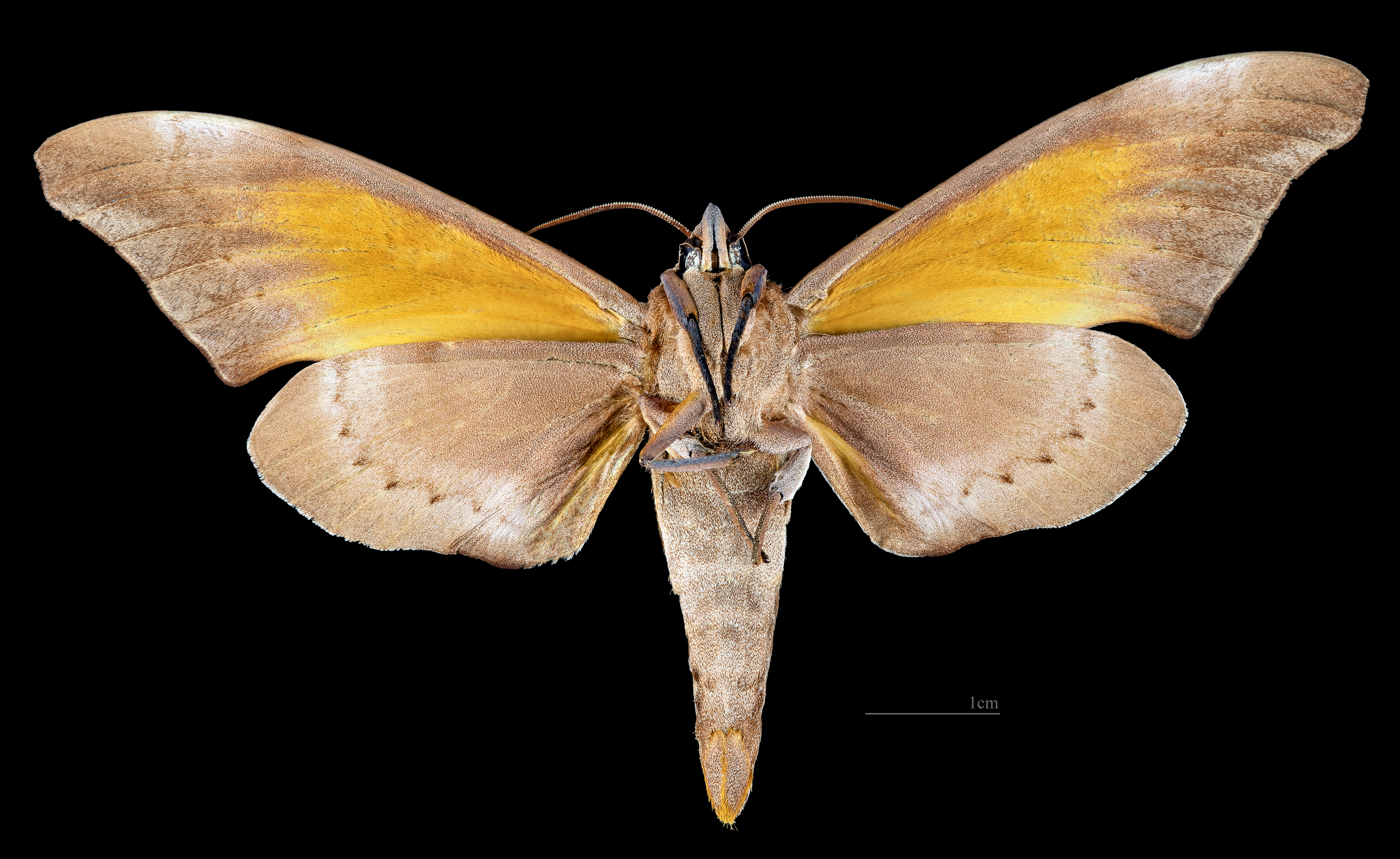
Male ventral
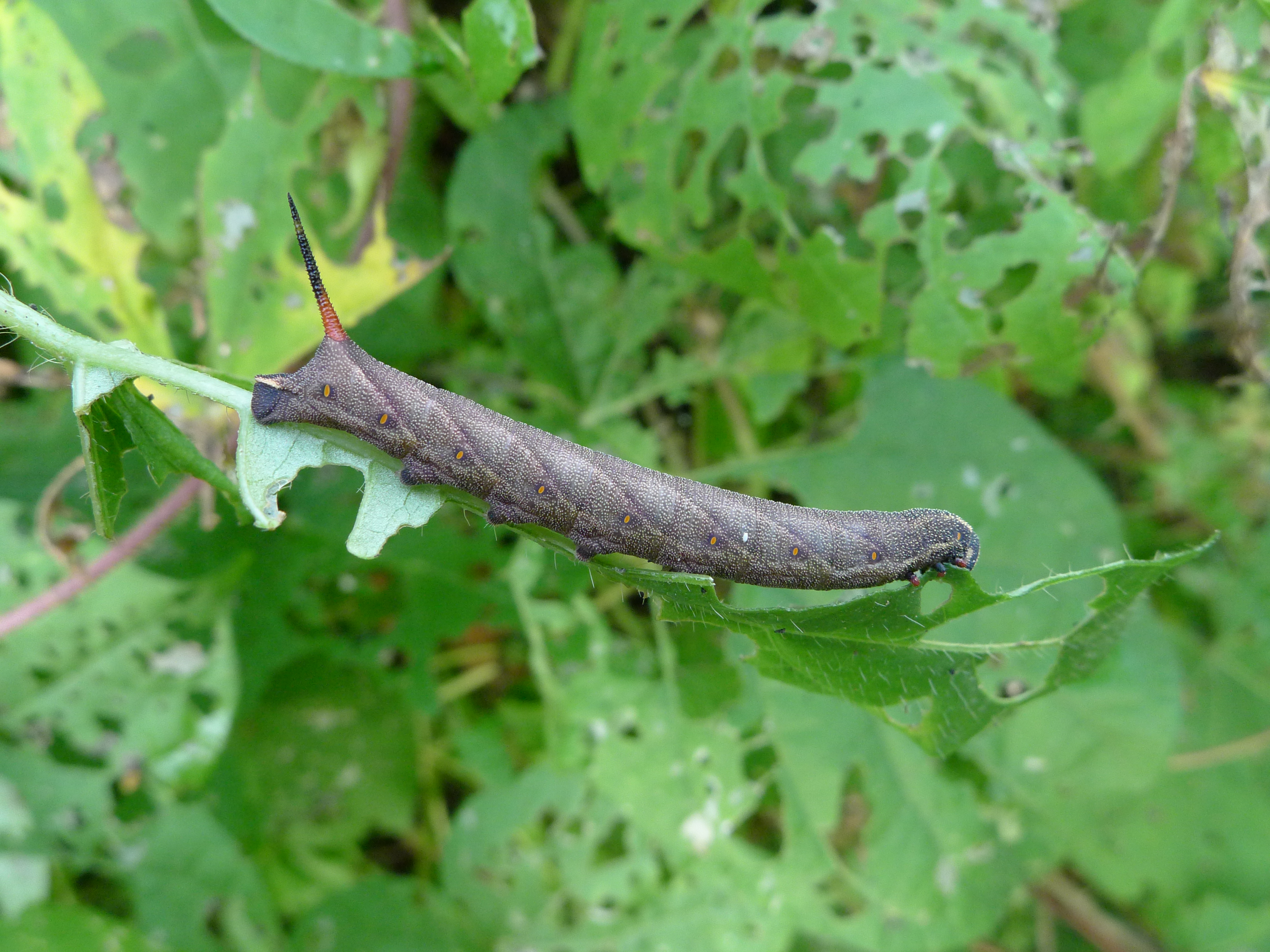
Caterpillar

## Hình ảnh

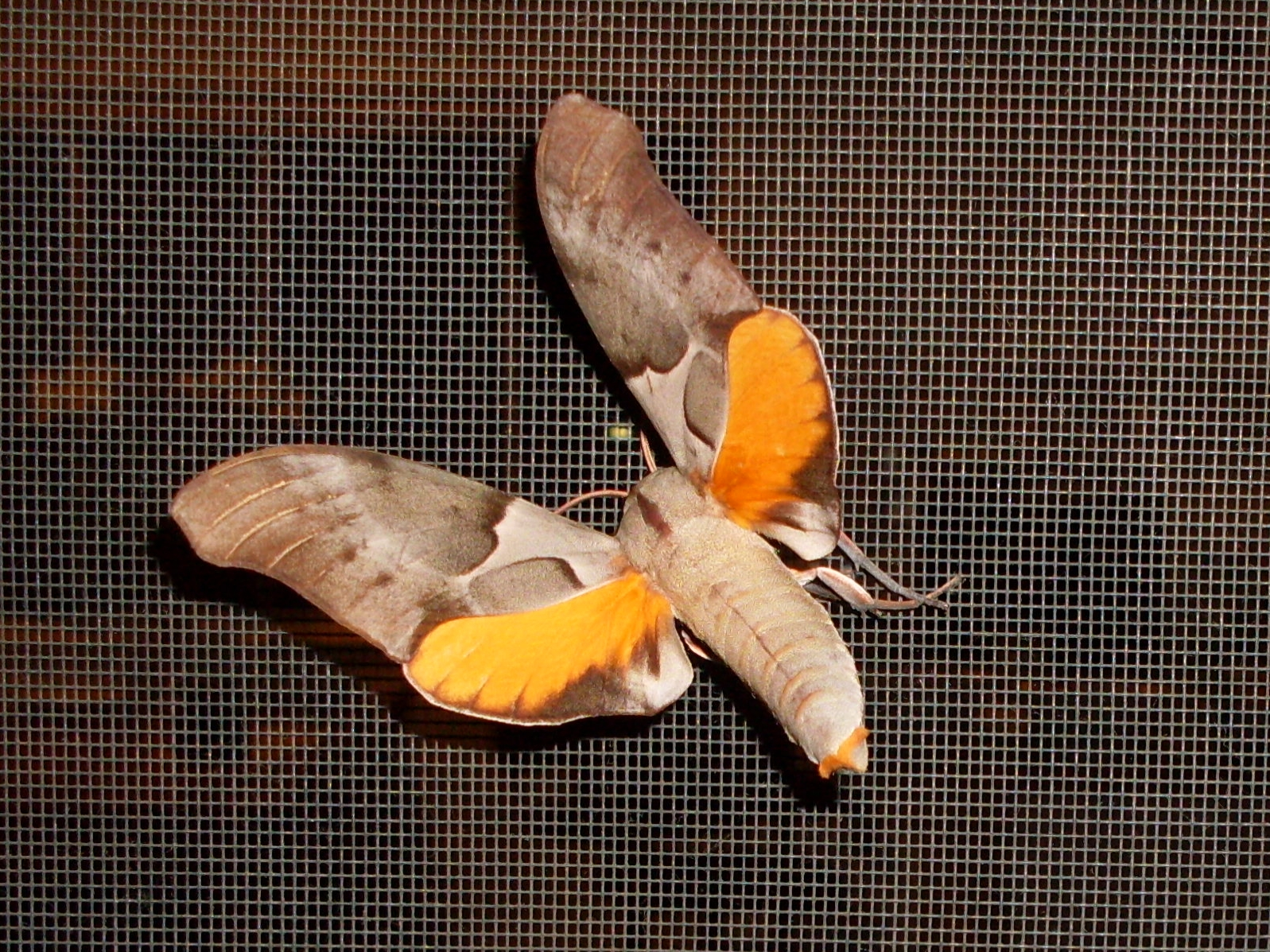